# Мігель Діес де Армендаріс
Мігель Діес де Армендаріс (ісп. Miguel Díez de Armendáriz) — іспанський конкістадор, правитель Нового Королівства Гранада в 1547—1550 роках.

## Біографія
1547 року Мігель Діес де Армендаріс за підтримки конкістадора Себастіана де Белалькасара ввійшов до Санта-Фе-де-Боготи та взяв владу в свої руки. Він одразу розпочав страчувати окремих громадян без суду. Також за його наказом було спалено будинок його попередника Педро де Урсуа.
За його врядування було створено Королівський суд Боготи. В той же період було засновано місто Вільєта.
1550 року де Армендаріс зумів уникнути покарання за свої діяння, втім був змушений тікати до Іспанії. Там на нього чекав суд, за вироком якого колишній конкістадор вирушив у монастир. Помер Мігель Діес де Армендаріс уже наступного року в Сігуенсі (Гвадалахара).